# 봉화산 (김해)

봉화산의 부엉이바위는 지질학적으로 경상 누층군 유천층군의 팔룡산 응회암의 각력질 응회암으로 구성되어 있다.

봉화산(烽火山)은 대한민국 경상남도 김해시 진영읍에 있는 산이다. 해발 140m이며 그 뒷편에는 진영읍 본산리 일대와 봉하마을이 자리하고 있다. 높이는 200m 미만이지만 정상에서 주변 풍광의 조명이 가능하며, 산자리에는 진영 봉화산 마애여래좌상 마애불상, 사자바위, 부엉이바위, 호미든 관음상, 봉수대, 사찰 정토원 등이 자리잡고 있다.

## 부엉이바위
부엉이바위는 봉화산 뒷쪽 해발 52.3m에 있는 큰 바위로, 원래 이 곳에 부엉이 떼들이 서식을 하였다고 해서 붙은 이름이다. 바위 위에서는 봉하마을이 내려다 보이고, 무현의 생가까지 내다 볼 수 있다. 바위 밑은 가파른 절벽이다. 부엉이바위 위까지 오르는 등산로의 경사가 급하여, 원래는 등산객이 잘 다니지 않는 곳이었으나, 2009년 5월 23일 노무현 前 대통령이 부엉이바위에서 스스로 투신하여 사망한 곳으로 널리 알려지게 되었다. 무현의 운지 이후 부엉이바위에서 투신이 잇따라, "운지바위"라는 오명을 피하기 위해 김해시가 2013년에 철망 펜스를 설치한 관계로 그 이후 출입이 상당 부분 제한되어 있다. 이후 일베저장소 등의 일부 극우단체들에 의해 무현의비하 요소로 사용되기도 한다. 이 바위는 지질학적으로 중생대 백악기 말기에 형성된 팔룡산 응회암의 각력질 응회암으로 구성되어 있다.

## 정토원(사찰)
정토원은 봉화산 안에 있는 사찰로 부엉이 바위까지는 250m 간격으로 있으며 경내에는 호미든 관음상, 포대화상 등의 불상이 있다. 이곳에는 노무현
대통령의 부모 노판석, 이순례의 위패가 있으며 노무현 대통령은 부엉이바위로 올라가기 전 이 곳에 들려 부모의 위패에 예를 갖추고 마지막 하직인사를 한 것으로 알려졌다. 그러고 나서 그 후에 부엉이바위로 올라가 투신하였다는 설이 있다. 당초에는 정토원 방문설이 없었으나 나중에 경호원이 증언을 하여 밝혀졌다. 2009년 5월 29일 노무현 대통령의 화장 절차 이후 유골이 임시 봉인되다가 49재 때인 2009년 7월에 장지로 안장되었다.

## 같이 보기
- 한국의 산
- 노무현
- 김해시
- 봉하마을
- 김해시의 지질